# 4851 Vodopʹyanova
4851 Vodopʹyanova là một tiểu hành tinh vành đai chính với chu kỳ quỹ đạo là 1532.0178322 ngày (4.19 năm).
Nó được phát hiện ngày 16 tháng 10 năm 1976.